# Stupor
A stupor vagy régi nevén tompaság egy súlyos pszichiátriai tünet. Az érzelmi reakciók és a motivációk teljes hiányát jelenti, teljes cselekvésképtelenséggel jár (beleértve a kommunikációs képtelenséget is, melyet mutizmusnak nevezünk). Elsősorban szkizofréniában szenvedő betegnél fordul elő, de depresszió esetén és kábítószerek hatására is kifejlődhet.